# NGC 876
NGC 876 je galaksija u zviježđu Ovan.

## Vanjske poveznice
- SEDS: NGC 876